# 起請
起請（きしょう）とは、古代日本において、ある事柄を企画して実行しようとした際に上位者に対してその許可を得るために作成した文書。神仏を介して誓約を行う起請文とは本来異なる文書であるが、両者が混同されて起請文の略称更には誓約行為そのものを指すようになった。

## 概要
古くは官司の官人が自らが立案した企画の実行に公的な保障を求めて官司を統轄する太政官（もしくは太政官を介して天皇）に許可を求めるために作成された上申文書のことを指していた。こうした文書は奈良時代から見られるが、9世紀以後大宰府などの地方機関が申請した例が六国史などに多く採録されている。
10世紀に入ると、上から下される禁制、後世の「新制」や寺院の制式・規範のことを示すようになる。こうした禁制は従来の上申文書とは大きく異なるが、これらの禁制は立案者が神仏や宗派の祖師など現実社会を超越した存在を更なる上位者とみなして申請を行い、その証明を得た形式を採って発せられたとみられている。こうした神仏などへの許可申請の体裁を採って出された規範としての起請と神仏への誓約として出された起請文が時代が下るにつれて混同され、区別されることがなくなったと考えられている。